# Frentanos
Los frentanos (en griego antiguo Φρεντανοί —Estrabón, Ptolomeo— o Φερεντανοί —Polibio, Dionisio—) fueron un antiguo pueblo del centro de Italia que ocupó el tramo de la costa oriental de la península desde los Apeninos hasta el Adriático y desde las fronteras de Apulia hasta las de los marrucinos.
Su territorio limitaba al oeste con el de los samnitas, con quienes estaban estrechamente relacionados y de quienes descendían originalmente. De aquí que Escílax asignase completa toda esta costa, desde las fronteras de Apulia hasta las de Piceno, a los samnitas.

## Fronteras
Los límites exactos de su territorio no están claramente definidos y hay bastantes discrepancias en las afirmaciones de los geógrafos antiguos: Larinum, con su territorio (extendiéndose desde Tifernus —actual Biferno— hasta Frento), era considerada por algunos autores una ciudad de los frentanos, si bien la opinión más general era que perteneció a Apulia, y por tanto era el río Tifernus (Biferno) la frontera entre los dos países.
La frontera norte de la región de los frentanos es igualmente incierta: tanto Estrabón como Ptolomeo están de acuerdo en situarla en el río Sagrus (actual Sagro), mientras Plinio la extiende hasta tan lejos como el Aternus y, según Mela, poseían las desembocaduras tanto de este río como del Matrinus. Esta última afirmación es ciertamente inexacta, y Estrabón dice expresamente que los marrucinos dominaban la ribera derecha del Avertus hasta su desembocadura, mientras los vestinos poseían la ribera izquierda, por lo que los primeros debieron quedar entre los frentanos y la desembocadura del Aternus. Sin embargo, la versión de Plinio parece ser más correcta que la de Estrabón y Ptolomeo, pues se sabe que Ortona y Anxanum (actual Lanciano), situada ambas bastante al norte del Sagro, fueron ciudades frentanas. La última es de hecho asignada por Ptolomeo a este pueblo, mientras Estrabón también considera a Ortona el puerto o estación naval de los frentanos («ἐπίνειον Φρεντανῶν»), pero la ubica erróneamente al sur del río Sagro. Por tanto, sus fronteras debieron haber estado a unos pocos kilómetros del Aternus, aunque sin llegar a sobrepasar el río.
Al oeste probablemente no estuvieron separados de los samnitas por ninguna frontera natural clara, ocupando las faldas más bajas de los Apeninos así como la accidentada región extendiéndose desde éstas hasta el mar, mientras el centro de la cadena montañosa perteneció al Samnio.

## Afiliaciones e historia
Los frentanos son expresamente considerados por Estrabón un pueblo samnita, y parece distinguirlos como tales de las tribus vecinas de los marrucinos, pelignos y vestinos, con quienes por lo demás tenían mucho en común. Sin embargo, los frentanos aparecen en la historia como un pueblo separado, con una organización nacional propia, y aunque puede que en algún momento (como sugirió Niebuhr) constituyesen una de las cuatro naciones de la confederación samnita, parece que no era ya así cuando este poder colisionó con Roma. Su conducta durante el largo conflicto entre los samnitas y los romanos hace que esto sea prácticamente cierto.
De hecho, en el 319 a. C., cuando su nombre aparece por primera vez en los registros históricos, aparecen en guerra contra Roma, pero fueron rápidamente derrotados y sometidos, y unos pocos años después (304 a. C.), al final de la segunda guerra samnita, los frentanos son mencionados, junto a los marsos, marrucinos y pelignos, yendo voluntariamente a pedir una alianza con Roma, al que parece que se adhirieron subsiguientemente con firmeza. De esta forma, se encuentra más de una mención expresa a la ayuda frentana en la guerra contra Pirro, y uno de sus oficiales, llamado Oblacus, se distinguió en la batalla de Heraclea. Dieron una prueba aún más sorprendente de fidelidad durante la segunda guerra púnica, al sumarse a la causa romana tras la batalla de Cannas, cuando muchos de los aliados italianos, incluyendo la mayor parte de los samnitas, se pusieron de parte de Aníbal.
Durante este periodo parecen haber mantenido relaciones políticas mucho más estrechas con sus vecinos los marrucinos, pelignos y vestinos, que con sus parientes los samnitas. Por esto es, probablemente, por lo que Polibio, al enumerar las fuerzas de sus aliados italianos, clasifica a los frentanos con los marsos, marrucinos y vestinos, mientras cuenta separadamente a los samnitas. A pesar de su demostrada fidelidad, los frentanos se unieron a la revuelta general de los aliados italianos en la gran guerra Social en el 90 a. C., en la que, sin embargo, no parece que tomasen parte prominentemente. 
Tras la guerra Social, los frentanos, al igual que todos los demás itálicos, lograron obtener la plena ciudadanía romana a través de la Lex Plautia Papiria, volviéndose definitivamente parte integrante de la Italia romana.
Así pues, aparecen mencionados por Cicerón uno pocos años después, enviando algunos de sus mejores hombres («Frentani homines nobilissimi») para apoyar la causa de Cluencio, un nativo de Larinum. Su territorio fue atravesado sin resistencia por Julio César en la revuelta de la segunda guerra civil en el 49 a. C., siendo ésta la última ocasión en la que su nombre aparece en los registros históricos.
Su territorio estuvo comprendido en la cuarta región de Augusto, junto a los marrucinos, pelignos, marsos, etcétera, pero en una época posterior parece que se había vuelto a unir al Samnio, y siguió siendo administrado junto a este último.

## Geografía
El territorio de los frentanos es en su mayor parte montañoso pero fértil. Está surcado por numerosos ríos que nacen en las montañas del Samnio y fluyen cruzando la tierra frentana hasta el Adriático. Los principales de éstos, aparte del Tifernus que (como ya se ha mencionado) constituía el límite sur de su país, son el Trinius (actual Trigno), que según Plinio tenía un buen puerto en su desembocadura («Flumen Trinium portuosum»), y el Sagrus (Sangro), un curso muy importante, que desemboca aproximadamente a medio camino entre Histonium (actual Vasto) y Ortona. La Tabula Peutingeriana también da el nombre de un río que sitúa entre Ortona y Anxanum, al que llama Clotoris. El nombre es probablemente una corrupción, pero el curso señalado (si puede confiarse en su posición) no puede ser otro que el Moro, que alcanza el Adriático unos pocos kilómetros al sur de Ortona. La costa de esta parte del Adriático presenta pocos accidentes destacables, y ninguna buena bahía natural. Las desembocaduras de los ríos y los dos salientes de Termoli (Buca) y la  Punta della Penna son los únicos lugares de amarre.

### Ciudades
Las ciudades de los frentanos mencionadas por los autores antiguos son pocas en número, pero la topografía de la región había llegado a ser muy confusa por el perverso celo de algunos anticuarios locales y por la confianza depositada en inscripciones publicadas por algunos escritores primitivos, que pueden ser consideradas falsificaciones por muchas razones. La Antichità Frentane del abad Domenico Romanelli, que era nativo de esta parte de Italia, es un trabajo muy acrítico, pues el autor se dejó extraviar principalmente por las inscripciones y otros documentos recopilados por Polidoro, un anticuario italiano del siglo XVIII, que parece no haber tenido reparos en falsificar sus hallazgos, o al menos corromperlos y alterarlos de forma que se adecuaran a sus fines. Romanelli, en su posterior y más extensa obra, se limitó a resumir los resultados de su libro anterior, y Cramer, como de costumbre, le sigue ciegamente.
A lo largo de la costa (de norte a sur) estuvieron situadas Ortona, Histonium y Buca. Las dos primeras pueden ubicarse claramente, conservando Ortona su nombre antiguo, y las ruinas de Histonium se siguen conservando en Vasto, pero hay bastantes dificultades para localizar Buca, pero puede probablemente identificarse con Termoli. Los argumentos que han llevado a muchos autores a situarla en Santa Maria della Penna están basados principalmente en las mencionadas inscripciones espurias. La existencia de una ciudad llamada Interamna, de la que Romanelli y Cramer suponen que ocupó el lugar de Termoli, procede únicamente de la misma fuente apócrifa y, aunque la inscripción fuese auténtica, la Interamna en ella mencionada alude probablemente a la famosa ciudad de Terni.
La única ciudad interior importante entre los frentanos fue Anxanum (Lanciano). Aparte de esta, Plinio menciona, en el interior del país, a los «Carentini supernates et infernates» y los lanuenses, siendo lo primero aparentemente una corrupción de caretini y los segundos por lo demás desconocidos, resultando imposible ubicar sus ciudades. Por otra parte, la Tabula da el nombre de un lugar llamado Pallanum del que no se tiene otra mención, pero cuya ubicación, según Romanelli, está señala por grandes ruinas en un lugar llamado Monte di Pallano, unos 5 km al suroeste de Atessa. La estación anterior dada por la misma fuente se llama Annum, nombre probablemente corrupto cuya auténtica lectura se desconoce. Uscosium, un lugar dado en el Itinerario de Antonino, que lo calcula a unos 24 km de Histonim sobre el camino a Apulia, se localiza por esta distancia en un punto cercano a la ribera derecha del riachuelo Sinarca, unos 9 km al suroeste de Termoli, pero en el territorio de Guglionisi, donde de decía que existían restos considerables de una antigua ciudad.

### Carreteras
Hay bastante incertidumbre respecto a las carreteras romanas que cruzaban el territorio de los frentanos. El nombre de la Via Trajana Frentana está apoyado solo por la autoridad de una inscripción dudosa, no habiendo mejor evidencia para el hecho de que la construcción de carretera principal de este distrito se debiera realmente a ese emperador. Pero sí es cierto que una antigua carretera cruzaba el territorio de los frentanos en toda su extensión, desde Aternum a Larinum, pasando la mayor parte cerca de la costa, pero separándose con el fin de pasar por Anxanum. Las estaciones de esta carretera aparecen en el Itinerario de Antonino:
- Ostia Aterni a Angelum (Angulus), x. M.P.
- Angulus a Ortona, xi. M.P.
- Ortona a Anxano, xiii. M.P.
- Anxano a Histonios, xxv. M.P.
- Histonios a Uscosio, xv. M.P.
- Uscosio a Arenio (¿Larinum?), xiv. M.P.

De estas, Angulus está ciertamente mal ubicada, debiendo haber aparecido entre Hadria (actual Atri) y el Aternus. La distancia desde las desembocaduras del Aternus en Pescara y Ortona está considerablemente subestimada, y la de Ortona a Anxanum igualmente exagerada, pero a pesar de ello la línea de la carretera puede ser tolerablemente bien descifrada, y un antiguo puente romano sobre el Sangro, entre Lanciano y el Vasto, proporciona un punto seguro de confirmación. El trazado dado en la Tabula, por el contrario, discurre por el interior, desde la desambocadura del Aternus hasta Teate (actual Chieti), y de aquí a Ortona, y de nuevo entre Anxanum e Histonium hace una curva hacia el interior por Annum y Pallanum. Las distancias dadas son muy confusas, y en muchos momentos probablemente corruptas. Aparecen así:
- Ostia Aterni a Teano Marrucino, xvi. M.P.
- Teano Marrucino a Ortona, xi. M.P.
- Ortona a Anxana, iii. M.P.
- Anxana a Annum, iiii. M.P.
- Annum a Pallanum, xii. M.P.
- Pallanum a Istonium, xxiii. M.P.
- Istonium a Larinum, corrupto.

## Monedas
Existen monedas de cobre con la leyenda osca Frentrei, que pueden probablemente aludir a los frentanos más que a la ciudad de Ferentum en Apulia, como fueron asignadas por algunos autores. Otros tienen la opinión de que señalarían la existencia de una ciudad llamada Frentrum como capital de los frentanos, que sería supuestamente una de las aludidas por Livio cuando dice «Frentanos vicit urbemque ipsam - in deditionem accepit» sin nombrar la ciudad, pero esta inferencia es como mínimo muy dudosa.
La ciudad de Larinum acuñó monedas en el siglo III a. C. que llevan la leyenda latina «LARINOR(VM)».